# Vir Dolorum (obraz Brata Francke z Lipska)
Vir Dolorum – obraz namalowany przez działającego w Hamburgu Brata Francke z przedstawieniem Chrystusa Boleściwego w otoczeniu aniołów. Przykład północnoniemieckiego malarstwa tablicowego z początków XV stulecia, kiedy to w tym rejonie dominował nurt artystyczny zwany stylem pięknym. Obecnie znajduje się w zbiorach Muzeum Sztuk Pięknych w Lipsku (Museum der bildenden Künste).

## Wygląd
Obraz jest namalowany na desce dębowej, techniką tempery. Główna scena jest zamknięta ramą ozdobioną motywem pięciolistnego kwiatu. Scena przedstawia Chrystusa Boleściwego w asyście trzech aniołów. Jeden z nich silnie trzyma lekko wygięte ciało Jezusa, dwa mniejsze w pozie adoracji zwracają się do Zbawiciela. W rękach trzymają Arma Christi – narzędzia męki (włócznię, kij z gąbką, trzcinę oraz kolumnę). Ponadto na dalszym planie widać fragment krzyża, do którego przybite są dwa gwoździe oraz tabliczka z napisem INRI.
Od strony kolorystycznej obraz jest utrzymany w ciepłych tonacjach. Przeważają tonacje żółci i złota, w niektórych miejscach o niemalże rudym odcieniu, skontrastowane z ciemnym granatem i ultramaryną skrzydeł aniołów i ram. Szafirowe szaty lewego anioła kontrastują z oliwkowymi tonacjami szat drugiego adoranta. Warto przy tym zaznaczyć, iż anioły „zamieniają się” tymi dwoma barwami w widocznych fragmentach wewnętrznej strony szat.
Obraz zawiera bogaty repertuar kontrastów. Adorujące Chrystusa małe, pełne życia aniołki formowane wznoszącymi się krzywymi liniami usiłują nie tylko trzymać arma christi, lecz także blade sztywne ciało Pańskie; z przebitego boku wypływają strugi krwi. Trzymający ciało anioł ma spojrzenie pełne życia, zaś Chrystus bardzo zbolałe. Gęste złociste włosy anioła opadają w lokach, zaś Chrystus proste, ciemne i bardzo poniszczone, nie tylko przez cierpienie, ale także przez ciernie, z których koronę ma na skroniach. Z rąk anioła emanuje pełna moc, na twarzy widoczna jest stuprocentowa pewność siebie, ręce Jezusa są sztywne, unieruchomione skurczem, lewa niezdolna jest pochwycić bicza. Mocno, lecz sztywnie powyginane palce nie mogą wskazać na krwawiący bok. Ponadto silny kontrast plastyczny mają przeciwne kierunki wygięcia anioła i Zbawiciela.

## Analiza i interpretacja
Poruszająca i budząca współczucie treść, specyficzna kompozycja, jak i niewielkie wymiary malowidła pozwalają je umieścić w kategorii przedstawień dewocyjnych (niem. Andachtsbild). Obraz nie zawiera bynajmniej historycznej sceny z życia Jezusa, a jest syntezą cytatów wyjętych z Pasji mających potęgować meritum i sens tego typu dzieła. Celem przedstawień dewocyjnych jest pogłębienie relacji widza w przypadku tego obrazu z Chrystusem poprzez nie tyle modlitwę, co kontemplację czy medytację. Dlatego pomimo przejścia męki Vir Dolorum zdecydowanie kieruje swój wzrok w stronę odbiorcy, bowiem „(...) 'przez poznanie Jego: zarówno mocy Jego zmartwychwstania, jak i udziału w Jego cierpieniach – w nadziei, że upodabniając się do Jego śmierci, dojdę jakoś do pełnego powstania z martwych. Nie [mówię], że już [to] osiągnąłem i już się stałem doskonałym, lecz pędzę, abym też [to] zdobył, bo i sam zostałem zdobyty przez Chrystusa Jezusa.” (Flp 3, 10 – 14). W tym przypadku artysta osiągnął efekt sprawiający, że postacie Chrystusa i aniołów wydają się być zgromadzone na niewielkiej złotej przestrzeni i że znajdują się bardzo blisko widza. Widok umęczonego Zbawiciela nakłania odbiorcę do pokuty i sakramentalnego przygotowania się do święta Zmartwychwstania. Trzymający wyprostowane ciało Pańskie anioł, którego twarz wyłania się zza ramienia Chrystusa, potęguje profetyczny wymiar tego dzieła i może symbolizować przejście Zbawiciela ze stanu ludzkiego na boski. Obrazy o charakterze dewocyjnym cechuje pewien uniwersalizm, były malowane dla wszystkich środowisk społecznych (najbardziej cieszyły się popularnością wśród ludzi dworu). Nie wiadomo, kto był zleceniodawcą lipskiego dzieła.
Od strony stylistycznej widoczne są tu wyraźnie cechy stylu międzynarodowego, jak i w mniejszym stopniu wątki realistyczne. Miękko spływające szaty, wdzięk, wysublimowanie, swoisty liryzm czynią to dzieło typowe dla sztuki przełomu XIV i XV stulecia, niemniej żywa jest tu wnikliwa obserwacja natury (na krzyżu widać nawet ujęte w sposób niemal fotograficzny słoje drewna).
Obraz posiada oryginalną ramę utrzymaną w kolorze ultramaryny udekorowanej rzeźbionymi różami o złotej barwie. Każda z nich ma po pięć płatków, co jest odniesieniem do Róży Mistycznej (Rosa mystica) św. Bernarda. Liczba płatków odnosi się do pięciu ran Chrystusowych.